# Rolf Pettersson (Orientierungsläufer)
Rolf Pettersson ist ein ehemaliger schwedischer Orientierungsläufer. 
Pettersson wurde während seiner Karriere dreimal Weltmeister mit der schwedischen Staffel. Er lief dabei in Staffeln mit Gunnar Öhlund, Bernt Frilén, Arne Johansson, Erik Johansson, Gert Pettersson, Kjell Lauri, Lars Lönnkvist und Björn Rosendahl. Bei den Weltmeisterschaften 1976 in Schottland erreichte er sein bestes Einzelresultat mit einem zweiten Platz hinter Egil Johansen aus Norwegen. 1977 wurde er Zweiter bei den Nordischen Meisterschaften hinter dem Norweger Sigurd Dæhli. 
Rolf Pettersson gewann 1973, 1976 und 1977 die schwedische Meisterschaft auf der Langdistanz, 1976 die Meisterschaft im Nacht-Orientierungslauf. Mit seinem Verein Hagaby GoIF gewann er 1975 und 1976 die Tiomila.

## Platzierungen
| Weltmeisterschaften | Einzel | Staffel |
| ------------------- | ------ | ------- |
| 1972 Staré Splavy   | 12.    |         |
| 1974 Viborg         | 25.    | 1.      |
| 1976 Aviemore       | 2.     | 1.      |
| 1978 Kongsberg      |        | 2.      |
| 1979 Tampere        | 6.     | 1.      |

| Nord. Meisterschaften | Einzel | Staffel |
| --------------------- | ------ | ------- |
| 1975 Nørre Snede      | ?      | 1.      |
| 1977 Joensuu          | 2.     | 3.      |